# スタニスワフ・ミコワイチク

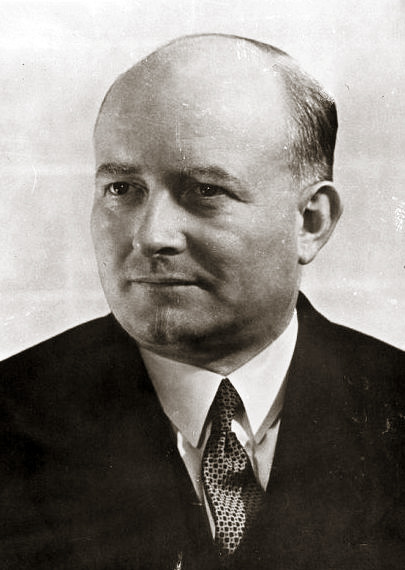
スタニスワフ・ミコワイチク

スタニスワフ・ミコワイチク（Stanisław Mikołajczyk, 1901年7月18日 - 1966年12月13日）は、ポーランドの政治家。ポーランド亡命政府（以下、亡命政府）の内相および首相、ポーランド農民党（以下、農民党）党首などを務めた。姓についてはかつては日本語でミコライチェクという表記も用いられた。

## 来歴
1931年から1939年まで農民党左派の最高評議会メンバー、1930年から1935年までセイム（下院）議員を務めた。1939年9月、ナチス・ドイツがポーランド侵略を開始すると、ロンドンに亡命、亡命政府の内相となった。1943年7月に亡命政府首相のヴワディスワフ・シコルスキ（Władysław Eugeniusz Sikorski）が死亡したため、後を継いで1944年11月まで亡命政府首相を務めた。
解放後の1945年6月、ポーランドに帰国、ポーランド国民解放委員会（ルブリン政権）と亡命政府の一部政治家によって発足した挙国一致臨時政府（以下、臨時政府）に副首相兼農業・農地改革相として入閣した。臨時政府内部においてソ連軍の後押しを受けて勢力を拡大していたポーランド労働者党（以下、労働者党）に対抗して、同年8月に農民党を再建、党首として共産主義勢力に対抗した。
しかし、1947年に入るとソ連軍と労働者党による農民党への弾圧が強化され、ミコワイチク自身の身にも危険が及んできたため、同年10月17日までに亡命を決意。同月20日夜、イギリス大使館とアメリカ大使館の手引きでワルシャワを脱出し、翌21日午前に海路でロンドンへと向かった。1966年、アメリカ合衆国の首都、ワシントンで客死した。

## 著書
- 英原題：The Rape of Poland : Pattern Of Soviet Aggression, Sampson Low, 1948.
  - 『奪われた祖国ポーランド－ミコワイチク回顧録』広瀬佳一・渡辺克義訳、中央公論新社、2001年